# 鹿島町船戸
鹿島町船戸（かしままち ふなど）は、福島県いわき市の大字である。郵便番号は971-8145。

## 地理
いわき市南東部の小名浜地区に属する。北で鹿島町久保、東で小名浜上神白、南で小名浜岡小名、南西で鹿島町御代と、西で小名浜林城とそれぞれ隣接する。概ね町村制施行以前の磐前郡船戸村の流れを汲む地域である。矢田川左岸支流流域の平地と周囲の山林を範囲とする。北西部の平野部は幹線道路沿いの住宅地、商業地として建物が建ち並ぶ。小名浜岡小名内に所在するいわき東警察署及び小名浜に所在する小名浜消防署がそれぞれ管轄にあたる。

### 主な字
字
- 五反田
- 沼田

- 柿境
- 京塚

- 林下
- 八合

- 堤

## 歴史
- 1879年1月27日 - 幕府領船戸村が福島県内における郡区町村制の施行により磐前郡の村となる[4]。
- 1889年4月1日 - 町村制の施行により船戸村が下蔵持村、上蔵持村、久保村、御代村、米田村、飯田村、走熊村、下矢田村、上矢田村、松久須根村、三沢村と合併し、磐前郡鹿島村が発足する。旧船戸村域は鹿島村の大字となる[4]。
- 1896年4月1日 - 磐前郡と周辺郡との合併により石城郡が発足し、石城郡鹿島村となる[4]。
- 1953年10月10日 - 石城郡小名浜町に編入され、小名浜町の大字となる[4]。
- 1954年3月31日 - 小名浜町が泉町、渡辺村、江名町と合併、磐城市が発足し、磐城市の大字となる[4]。
- 1966年10月1日 - 磐城市が平市・常磐市・内郷市・勿来市、石城郡小川町・遠野町・四倉町・川前村・田人村・好間村・三和村、双葉郡久之浜町・大久村と合併しいわき市となり、いわき市小名浜地区の大字となる[4]。

## 世帯数と人口
2023年10月31日現在の世帯数と人口は以下の通りである。
| 大字       | 世帯数  | 人口  |
| ---------- | ------- | ----- |
| 鹿島町船戸 | 301世帯 | 699人 |

## 小・中学校の学区
市立小・中学校に通う場合、学区は以下の通りとなる。
| 番地 | 小学校               | 中学校                     |
| ---- | -------------------- | -------------------------- |
| 全域 | いわき市立鹿島小学校 | いわき市立小名浜第一中学校 |

## 交通

### 道路
- 福島県道26号小名浜平線（鹿島街道）

## 施設
- ケーズデンキ いわき鹿島店
- 小名浜学校給食共同調理場
- 公営住宅船戸団地